# 八剱神社 (習志野市)
八剱神社（やつるぎじんじゃ）は、千葉県習志野市鷺沼にある神社である。鷺沼の根神社の末社。

## 祭神
- 日本武尊
- 速素盞嗚尊

## 由緒
創建年代は不詳だが、元々隣村久々田村の神で、延宝6年（1678年）に鷺沼村と久々田村が出入りになった時、久々田村にも八剱神社を創建したことを考えると、近世前期の創建と考えられている。
元々小祠だったが、文化13年（1816年）に間口5尺奥行5尺の本殿が建立された。嘉永元年（1848年）に拝殿の屋根の葺き替えをし、同5年（1852年）には鷺沼村下宿の若者によって狛犬が道立された。狛犬の造立者から見ると、根神社は鷺沼村上宿と本郷の神であるのに対し、当社は下宿の神と意識されていたという。

## 祭事
剱の祭り（3月1日）
毎年3月1日（現在は3月第1土曜日）、天狗の面をかぶり御榊を持った氏子を先頭に、身を清めた白装束の8人の若者が、同じ鷺沼内の根神社を出発して長さ2メートルほどの剣を模した棒を持って練り歩き、鷺沼地区（かつての鷺沼村）の家々を巡って土足で屋内に上がり、「悪事災難逃れますように」と唱えつつ厄祓いを行い、八剱神社に至る。
幕張と津田沼の村境など四ヶ所の辻では剣を模した棒で辻切りを行う。
元々鳥追い行事と辻切りを合わせたものに大正期に天狗面などの形態が導入されて、今の形になったと伝えられる。ただ、かつて使っていた剣には「元禄」の年号があり、祭り自体は江戸時代から続いていると考えられている。
- 辻切り（2012年3月1日撮影）
- 先代の剣先
- 2017年3月4日の巡回表

- 例祭（10月17日）

## 所在地
- 千葉県習志野市鷺沼3-16

## アクセス
- 京成電鉄本線・千葉線・松戸線 京成津田沼駅より徒歩約22分（1.6km）
- 東日本旅客鉄道総武線・京成千葉線幕張本郷駅より徒歩約19分（1.4km）